# Orbara
Orbara ist ein Ort und eine Gemeinde im baskischsprachigen Teil der Autonomen Gemeinschaft Navarra mit 29 Einwohnern (Stand: 2024).

## Lage
Orbara liegt etwa 44 Kilometer nordöstlich von Pamplona nahe der Grenze zwischen Frankreich und Spanien in einer Höhe von ca. 765 m.

## Sehenswürdigkeiten

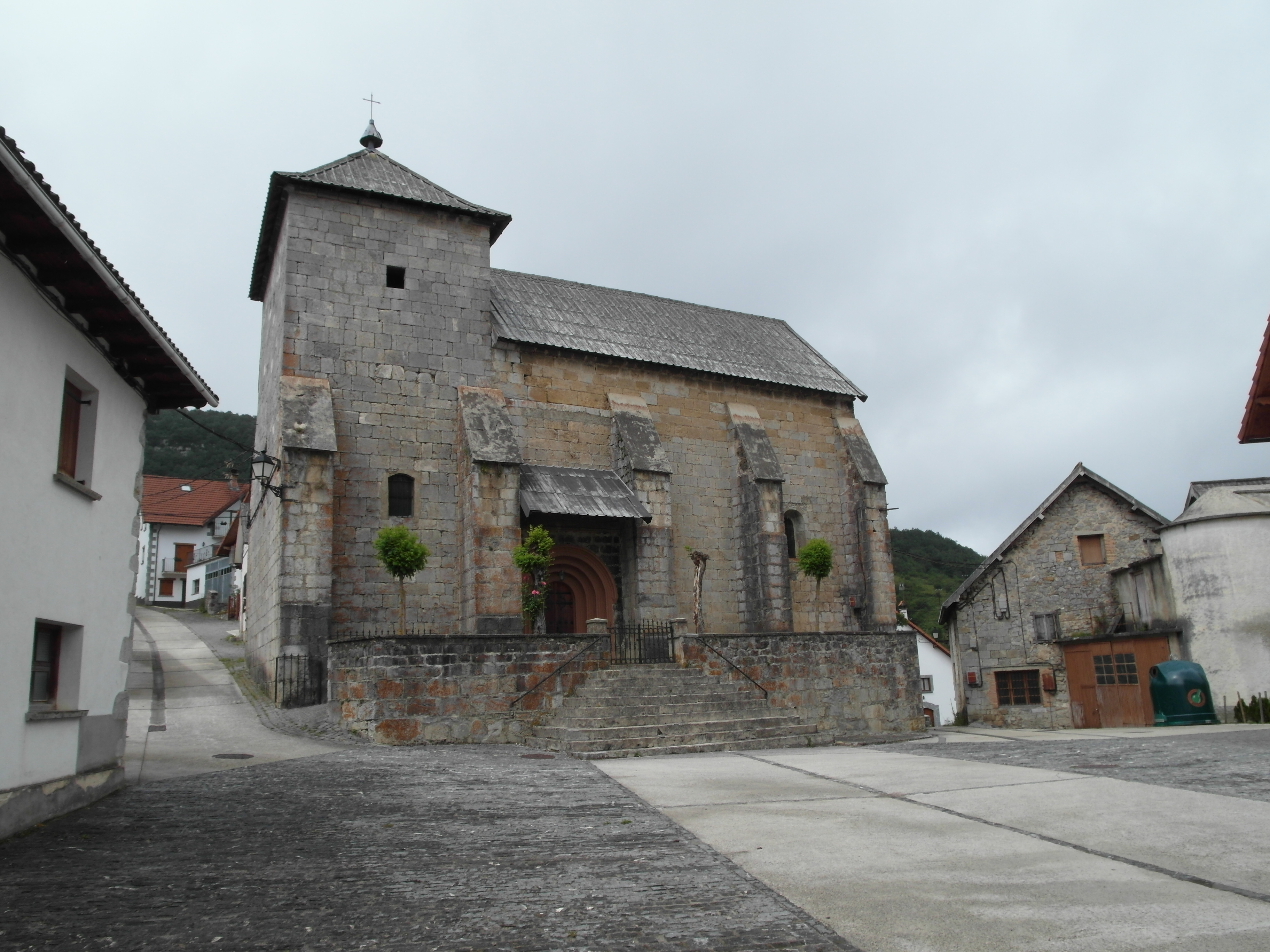
Romanuskirche

- Romanuskirche